# 3450 Dommanget
A 3450 Dommanget (ideiglenes jelöléssel 1983 QJ) a Naprendszer kisbolygóövében található aszteroida. Henri Debehogne fedezte fel 1983. augusztus 31-én.